# فيديا بالان
فيديا بالان (بالإنجليزية: Vidya Balan)‏ (مواليد 1 يناير 1979) هي ممثلة هندية، بدأت مسيرتها الفنية في بوليوود وحازت على العديد من الجوائز من بينها جائزة الفيلم الوطني وخمس جوائز فيلم فير وخمس جوائز سكرين، كما منحتها الحكومة الهندية وسام بادما شري عام 2014. تُعرف فيديا بتأديتها لأدوار الفتيات القويات، ويعتبرها الإعلام رائدة تغيير مفهوم البطلة في الأفلام الهندية.
بدأت فيديا التمثيل في سن مبكر، فمثّلت لأول مرة عام 1995 في المسلسل الهزلي نحن خمسة. وبعد ذلك ركّزت على دراستها حتى حصلت على درجة الماجستير في علم الاجتماع من جامعة مومباي، ثم مرت بعدة تجارب فاشلة لبدء مسيرتها في الأفلام. ظهرت بعد ذلك في عدة إعلانات تلفزيونية وأغانٍي مصورة، ثم ظهرت لأول مرة عام 2003 كبطلة للفيلم البنغالي الدرامي المستقل احترسي. وبعد ذلك بعامين، أُثني على فيديا عن فيلمها الهندي الأول المرأة المتزوجة، ثم تبعته عام 2006 ببطولتها للفيلم الكوميدي الناجح جدًا استمر يا مونا بهاي.
لم تستمر على نفس النهج، فتبع أول فيلمين ناجحين مشاركتها في فيلمي هاي بابي (2007) والحظ والتواصل (2008)، وفيهما تلقت آراءً سلبية. ويُعتَبر عام 2009 هو بداية أكثر الفترات في حياتها المهنية نجاحًا؛ إذ أدت خمسة أدوار متتالية؛ فيلم با عام 2009 وفيلم الكوميديا السوداء إشقيا عام 2010، وملحمة السيرة الذاتية لم يقتل أحد جيسيكا عام 2011، وفيلم السيرة الذاتية الصورة القذرة عام 2011 وفيلم كهاني عام 2012. عملت هذه الأفلام على ترسيخ اسمها كإحدى بطلات السينما الهندية.
تساند فيديا الكثير من القضايا الإنسانية وتدعم تمكين المرأة. وقد انتقدت في بداياتها على تقلبات وزنها وذوقها الغريب في الملابس، لكن بعد ذلك صار يُثنى عليها في عدم تقييد نفسها بالأمور التقليدية. تزوجت من منتج الأفلام سيدهارث روي كابور عام 2003.

## حياتها
ولدت فيديا بالان يوم 1 يناير 1978 في بوثماكوروسي، بوثور، وهي قرية بضاحية بلكاد التابعة لولاية كيرلا، لأبوين من أصول تاميلية. يعمل والدها كنائب رئيس تنفيذي لشركة ديجي كيبول، أما والدتها ساراسواثي بلان فهي ربة منزل. وفقًا لفيديا، تتحدث الأسرة بمزيج من اللغة الماليالامية واللغة التاميلية في المنزل. تعمل شقيقتها الكبرى بريا بالان في مجال والإعلانات، أما ابنة ابن عمها فهي الممثلة برياماني.
ترعرعت فيديا في ضاحية تشيمبور بالقرب من مومباي، ودرست في مدرسة سانت أنتوني الثانوية للفتيات. منذ صغرها، تطلعت للعمل في مجال السينما، وألهمتها أعمال شبانة عزمي ومادهوري ديكسيت. في عمر السادسة عشر، كانت نجمة الموسم الأول من سِت كوم نحن خمسة في دور راديكا، مراهقة ترتدي نظارة طبية. بعد نجاح المسلسل، رفضت فيديا عرض المخرج أنوراغ باسو لبطولة أوبرا الصابون لأنها أرادت التركيز على مسيرتها السينمائية. دعمها والداها في قرارها لكنهما شجّعاها على إكمال دراستها أولًا، لذا التحقت بكلية سانت خافيير في مومباي وحصلت على درجة البكالوريوس في علم الاجتماع، ثم حصلت بعد ذلك على درجة الماجستير من جامعة مومباي.

## حياتها المهنية

### إصرار في بدايتها السينمائية (2000-04)
أثناء تحضيرها لدرجة الماجستير، لعبت فيديا دورًا رئيسيًا في الفيلم الماليالامي شاركرام من بطولة موهانلال، وتعاقدت بعده على اثني عشر فيلمًا ماليالاميًا آخر. ونظرًا لصعوبات إنتاجية، لم يكتمل إنتاج فيلم شاركرام. لم يكن تأجيل فيلم من بطولة موهانلال أمرًا محتملًا في السينما الماليالامية، وألقى المنتجون باللوم على فيديا باعتباها قد جلبت «الحظ السيء» للمشروع، ثم وصفوها «بالنحس» واستبدلوها بممثلات أخريات في كل الأفلام التي تعاقدت عليها. قررت فيديا التركيز على السينما التاميلية. وفي 2001، شغلت دورًا رئيسيًا في فيلم رن. وبعد الانتهاء من أول أيام التصوير، أُبعدت بصورة غير رسمية عن الدور وحلت ميرا ياسمين بدلًا منها. تعاقدت على عمل للكوميديا الجنسية، لكنها لم تجد الراحة في هذا المجال، وعليه قررت ترك المشروع. بعد ذلك، وقعت على فيلم تاميليّ ثالث وهو ماناسيلام عام 2003، لكن تم استبدالها بالممثلة تريشا كريشنان بسبب استياء المخرج من أداءها. لم يتوقف سوء حظها عند ذلك، فبعد أن اكتمل إنتاج الفيلم الماليالامي أيضًا كالاري فيكرامان، فشل الفيلم في الحصول على عرض سينمائي.
بعد أن فشلت في بدء مسيرتها السينمائيةـ ظهرت فيديا في حوالي 16 إعلانًا تلفزيونيًا وفي أغانٍ مصورة لفرقتي إيفوريا وشوبها مودغال. عام 2003، وقعت على الفيلم البنجلاديشي الدرامي احترسي. رشحها تجسيدها لشخصية أناندي، شابة تتذكر ماضيها، للفوز بجائزة أناندالوك كأفضل ممثلة.

### انطلاقتها (2005-08)
عام 2005، ظهرت فيديا في أول فيلم هندي لها، المرأة المتزوجة، وهو فيلم موسيقيّ دراميّ. وقبل أن تُقبل نهائيًا في طاقم عمل الفيلم، خضعت لتجارب أداء مكثفة لفترة 6 أشهر. ويحكي الفيلم قصة حب بين المثالية لاليتا (فيديا) والموسيقيّ شيخار (سيف علي خان)، وهو ابن رجل أعمال رأسمالي. لاقى أداءها في الفيلم استحسان النقاد؛ وأشاد ديريد إيلي من مجلة فاريتي بالوافدة التاملية الجديدة فيديا بالان، والتي برعت في دورها بتعظيم صورة روح وقلب «لاليتا» على حد قوله. رشحها فيلم المرأة المتزوجة لجائزة أفضل ممثلة في ظهورها الأول وفازت بها، كما نالت ترشيحًا لجائزة أفضل ممثلة، وذلك في حفل جوائز فيلم فير السنوي. وفي العام التالي، ظهرت فيديا أمام سانجاي دوت في الفيلم الكوميدي استمر يا مونا بهاي للمخرج راجكومار هيراني. ولعبت دور مذيعة الراديو «جانفي»، والتي يحاول «مونا بهاي» إيقاعها في حبه. ولتستعد لدورها، التقت فيديا بمذيعي راديو وتابعتهم أثناء عملهم. أيضًا تقبل النقاد دورها بصورة جيدة، وحقق الفيلم نجاحا كبيرًا وأرباح قدرت بحوالي 20 مليون دولار.
وفي عام 2007، ظهرت فيديا في دور مساعد في الفيلم الدرامي غورو، وأدت دور سيدة تعاني من تصلب متعدد. ضم الفيلم عدة نجوم من بينهم أبهيشيك باتشان وآيشواريا راي ومادهافان في أدوار رئيسية، وأبلى حسنًا في شباك التذاكر. علّق النقاد عن دورها في الفيلم بأن موهبتها قد أهدرت في هذا الدور الضئيل. عملها التالي كان الفيلم الكوميدي الرومانسي سلام إشق، وظهرت فيه مع الممثل جون أبراهام. يحكي الفيلم 6 قصص حب، ولعبت فيه فيديا دور مذيعة تلفزيونية تعاني من فقدان الذاكرة. فشل الفيلم ماديًا ونقديًا، إلا أن فيديا قد حصلت على نقد إيجابي عن دورها فيه، وأثنى موقع ريديف عن براعتها في التحول من الفتاة القوية الواثقة من نفسها إلى ذلك الشخص الضعيف العاجز.

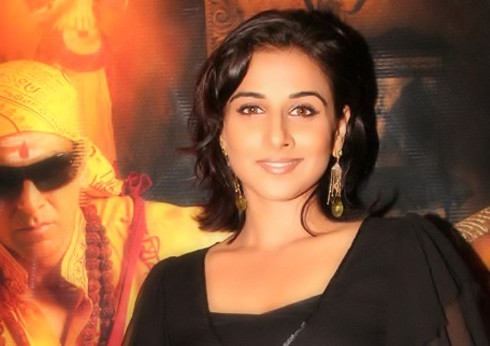
فيديا في الحفل الترويجي لفيلم المتاهة عام 2007

شاركت فيديا بعد ذلك في دور مساعد في الفيلم الدرامي إيكلافيا: الحارس الملكي من إخراج فيدو فينود تشوبرا وبطولة أميتاب باتشان وبومان إيراني وشارملا طاغور وسيف علي خان وسانجاي دوت. لم ينجح الفيلم تجاريًا، إلا أنه قد لاقى نقدًا إيجابيًا واختير ضمن قائمة الأفلام الهندية المتقدمة لجائزة الأوسكار عن أفضل فيلم أجنبي في حفل توزيع جوائز الأوسكار الثمانون. الفيلم التالي لها كان هاي بابي، ولعبت فيه دور «إيشا زاهني»، أم غير مرتبطة، وشاركها البطولة أكشاي كومار وريتيش ديشموك وفاردين خان.
أما خامس وآخر أفلامها عام 2007 فكان المتاهة، وهو إعادة إنتاج لفيلم 1993 المالايالامي مانيشيتراثاذهو، ولعبت فيه فيديا دور امرأة تعاني من اضطراب الشخصية الانفصامية. الفيلم من بطولة شيني أهوجا وأكشاي كومار وأميشا باتيل، نجح الفيلم في شباك التذاكر، وحقق إيرادات عالمية بلغت أكثر من 830 مليون روبية هندية (14 مليون دولار أمريكي). وعلى الرغم من رأي النقاد السلبي في الفيلم، أشادوا بأداء فيديا. فوصفها خالد محمد لهيندوستان تايمز بأنها محبوبة بشدة، وفي بوليوود هانجاما ذكر تاران أدراش أنها «رائعة». منحها هذا الدور ترشيحها الثاني لجائزة فيلم فير عن أفضل ممثلة.
عام 2008، لعبت فيديا دورًا مساعدًا مع أجاي ديفجان وبانكاج كابور في فيلم ارفع صوتك. ويحكي الفيلم عن حياة الناشط سافدار هاشمي، والذي قتل على يد خصومه السياسيين أثناء أداءه لمسرحية بالشارع. لاقى الفيلم نقدًا لاذعًا. وفي العام ذاته، شاركت شاهيد كابور في نجومية فيلم الحظ والتواصل الرومانسي الكوميدي، إلا أنه لم يبلي جيدًا في شباك التذاكر، وهذه المرة تلقت فيديا نقدًا سلبيًا عن أداءها، فعلقت سونيا شوبرا بأن فيديا قد ظهرت بمظهر رتيب؛ فقصة شعرها كانت سيئة، وتبرجها باهتًا للغاية، ومعظم ملابسها بالأبيض الداكن أو البني. بالإضافة لتكرارها للشخصية فذكرتنا بدورها في فيلم استمر يا مونا بهاي.

### نجاح واسع (2009-12)
عام 2009، لعب فيديا دور طبيبة نساء غير متزوجة، تكافح مع ابنها ذا الإثني عشر عامًا والمصاب بمرض الشياخ، وذلك في فيلم الكوميديا الدرامي با. لعب أميتاب باتشان دور ابنها. نجح الفيلم بشدة على المستوى النقدي وفي شباك التذاكر، كما اعتبر هذا الفيلم نقطة تحول في مسيرتها الفنية. وقارنت سوكانا فيرما أسلوب فيديا التمثيلي بأسلوب ديمبل كاباديا، وأشارت لقدرتها على إثارة المشاعر، وإسقاطها الرائع لشخصية الامتنان والزهد، وكتبت تايمز أوف إنديا عن نجاح فيديا في إضفاء وقار نادر لصورة الأم في بوليوود. منحها هذا الدور العديد من الجوائز، من بينها جائزة فيلم فير عن أفضل ممثلة وجائزة سكرين عن أفضل ممثلة أيضًا.
تبعت فيديا نجاحها في فيلم با بفيلم الكوميديا السوداء إشقيا، وهو من بطولة نصر الدين شاه وأرشد وارثي وسلمان شهيد. وفيه لعبت فيديا دور «كريشنا فيرما»، امرأة متلاعبة جنسيًا سعيًا للانتقام. ووصفت فيديا شخصيتها بأنها خروج عن الصورة التقليدية للمرأة في السينما. ولتستعد لهذا الدور، تلقت فيديا دروسًا احترافية لتتدرب على التحدث باللهجة المحلية لأهل ولاية أتر برديش. أكسبها دورها في الفيلم جائزة فيلم فير للنقاد عن أفضل ممثلة وجائزة سكرين كأفضل ممثلة للمرة الثانية على التوالي، كما رشحت لجائزة فيلم فير لأفضل ممثلة.

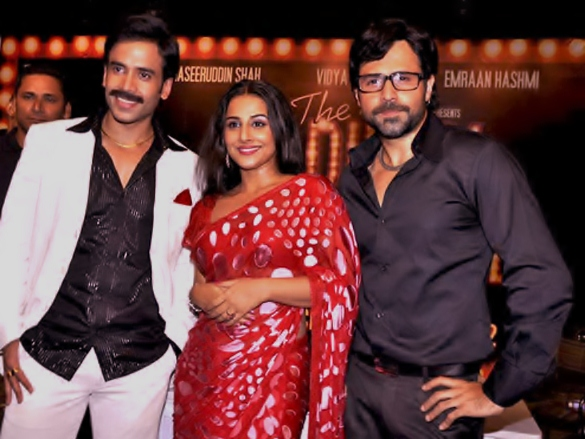
فيديا مع توشار كابور (على يسارها) وعمران هاشمي في الإطلاق الإذاعي لفيلم الصورة القذرة عام 2011.

أول أفلام فيديا عام 2011 كان فيلم الإثارة لم يقتل أحد جيسيكا مع الممثل راني موخرجي. روى الفيلم جريمة قتل جيسيكا لال الحقيقية، ولعبت فيديا دور شقيقتها الكتومة سابرينا لال. واجه الفيلم آراءً متباينة من النقاد، لكن أداء فيديا تحديدًا قد تلقى المديح، وأشاروا لقدرة فيديا على التحكم الكبير في انفعالاتها. وأضافت سافيرا سمشوار من موقع ريديف دوت كوم بأن لغة جسدها المتذبذبة وإيمانها وعجزها وعضبها وحزنها وامتنانها، كل ذلك قد أدته بشكل رائع. جنى الفيلم إيرادات 490 مليون روبية هندية (8٫1 مليون دولار أمريكي) وبالتالي فقد كان ناجحًا على الرغم من عدم وجود بطل ذكوري للفيلم. أما فيديا فقد رشحت مرة أخرى لجائزة فيلم فير كأفضل ممثلة. وفي مارس 2011، أقيم معرض لأفلام فيديا في أستراليا، كجزء من مهرجان بوليوود أند بيوند السينمائي. وفي العام ذاته، ظهرت فيديا في دور شرفي في فيلم الفنتازيا المالايالامي أورومي.
شاركت فيديا بعد ذلك في فيلم الصورة القذرة، وهو فيلم سيرة ذاتية عن حياة وموت الممثلة الهندية المثيرة للجدل سيلك سميثا. لعبت فيديا دور «سيلك»، ووصفت فيديا الشخصية بنفسها بأنها شخصية مثيرة لكن وقحة. كما وصفت دورها أيضًا بأنه الأجرأ بين جميع أعمالها، وهو ما أكدته أيضًا مجلة بوليوود جوسيب، وقد تطلب الكثير من الاستعداد الذهني. ولتبدو مناسبة للشخصية، اكتسبت فيديا 12 كيلوغرام (26 رطل). تلقى الفيلم إشادة كبيرة من النقاد، وأثنى الجميع على أداء فيديا، واعتبره الكثيرون أفضل أداء لها حتى الآن. قال عنها خالد محمد من هيندوستان تايمز: «إنها جريئة بشكل غير عادي، وتصر على الشخصية دون الخوف من جانبها المظلم. هذا هو نوع الأداء المعقد الذي لن نشهده من سنوات طوال». ووصفها مخرجها ميلان لوثريا أنها المثال المعاصر لدور الشخصية المثيرة، وقارن إثارتها بممثلات سابقات مثل سريديفي وفيجايانتيمالا. نجح الفيلم بشدة، وحقق إيرادات بلغت 1.14 مليار روبية هندية (19 مليون دولار أمريكي) عالميًا. وفازت فيديا بجائزة فيلم فير للمرة الثانية، وبجائزة سكرين للمرة الثالثة، والجائزة الوطنية للفيلم، ثلاثتهم كأفضل ممثلة.
فيلمها التالي كان كهاني(2012) من تأليف عرفان خان. ولعبت فيه دور فيديا باغتشي، امرأة حامل تبحث عن زوجها المفقود. وتقع أحداث الفيلم في كلكتا أثناء احتفالات دورجا بوجا. لتتقن دورها، التقت فيديا بعدة سيدات حوامل لتلم بطبيعة حياتهن. وقد جذبت فيديا انتباه الجميع حين ارتدت جزءً وهميًا بدت به كأنها حامل خلال الفعاليات الترويجية للفيلم. وأثني على فيديا في هذا الدور أيضًا، فقال براتيم غوبتا من تلغراف كالكوتا بأنها مثّلت المرأة الحامل جسديًا بإتقان كبير، وأضاف سوبهاش جها عن تأدية فيديا للشخصية بأنها «متقنة وماهرة». حقق الفيلم نجاحًا تجاريًا كبيرًا على مستوى شباك التذاكر المحلي والعالمي، وبلغت إيراداته أكثر من 1.04 مليار روبية هندية (17 مليون دولار أمريكي). فازت فيديا على أثره برابع جائزة سكرين على التوالي كأفضل ممثلة وثالث جائزة فيلم فير كأفضل ممثلة.

### صراعات تجارية (2013-الآن)

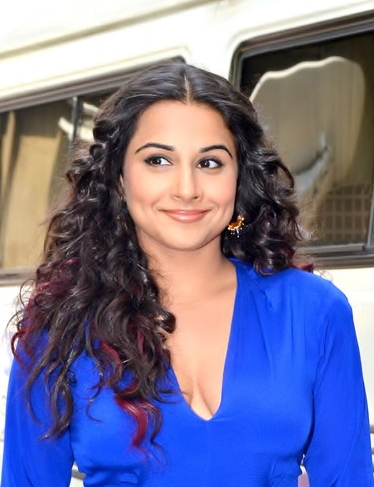
فيديا في الحفل الترويجي لفيلم الآثار الجانبية للزواج عام 2014.

بعد أن انتهت من واجباتها كعضوة في لجنة التحكيم في مهرجان كان السينمائي 2013، ظهرت فيديا مع عمران هاشمي في دور بنجابية صاخبة في فيلم مجنون من إخراج راج كومار غوبتا. لم يتحمس النقاد للفيلم، ولم يحقق أيضًا إيرادات مقبولة. أدت فيديا بعد ذلك صوت «دروابادي» في فيلم التحريك الحاسوبي ثلاثي الأبعاد مهابهاراتا والمبني على الملحمة الهندية التي تحمل نفس الاسم.
بدأت فيديا أعمالها عام 2014 بالفيلم الكوميدي الرومانسي الآثار الجانبية للزواج. شاركها البطولة فرحان اختر، ويحكي الفيلم قصة زوجين يواجهان مجموعة من المواقف الكوميدية بعد ولادة طفلهم الأول. رأى النقاد أن الفيلم مبالغ فيه قليلًا، لكنهم أشادو بأداء فيديا وفرحان. وفي العام ذاته، قدّمت فيديا لا مزيد من الضعف No More Kamzor، وهي حلقة تلفزيونية خاصة عن تمكين المرأة. وبعد ذلك لعبت دور امرأة من حيدر آباد تسعى لتصبح محققة، وذلك في الفيلم الدرامي الكوميدي بوبي جاسوس. تطلّب منها الدور أن تبدو باثني عشر شكلًا مختلفًا، كما تدربت على لهجة أهل حيدر آباد. كتب سوميل غاندي من مومباي ميرور أن نشاط فيديا ملأ الأحداث وأعطاها الطاقة اللازمة لتسيير الفيلم. رغم ذلك، لم يلق فيلمي الآثار الجانبية للزواج وبوبي جاسوس جمهورًا واسعًا.
عام 2015، تعاونت فيديا مرة أخرى مع هاشمي في فيلم الدراما الرومانسي هاماري ادهوري كاهاني. ويحكي الفيلم قصة "فاسودا"، أم وحيدة مقيدة بزواج مهين، ولها علاقة خارج الزواج. قالت شوبها شيتي لميد داي: "فيديا بالان ممثلة جيدة، تحمل في وجهها الجميل آلاف التعابير، وقد أظهرت لنا قدراتها في أفلامها السابقة. أما في هذا الفيلم، فقد كانت ثقيلة علينا، فشخصيتها كانت مملة وبكّاءة وعفا عليها الزمان، لم يكن هناك الكثير لتفعله. شاركت فيديا بعد ذلك في دور ضابطة شرطة في فيلم ثلاثة عام 2016. استوحيت قصة الفيلم من الفيلم الكوري الجنوبي مونتاج (2013)، وشاركها البطولة أميتاب باتشان ونواز الدين صديقي. وانجذبت فيديا لفكرة لعب دور "مفتشة شرطة حازمة تكتسب احترام كبير". نقد سايبال تشاترجي من إن دي تي في إظهار دور فيديا المحوري كـ"ظهور خاص"، وأشار لمدى استفادة الفيلم من وجودها. نقد راجيف ماسند نهاية الفيلم بأنها سهلة التنبؤ بها، لكن كتب عن فيديا بأنها تبدو واثقة وثابتة في كل مرة تظهر فيها على الشاشة، فترفع جبينها وتحرك شفتيها لتتواصل بقوة أكبر مما قد تفعل الكلمات. تلى دورها كمفتشة الشرطة تجسيدها للممثلة غيتا بالي في فيلم إك ألبيلا، وهو فيلم باللغة المراثية للمخرج بهاجوان دادا.
وحتى أغسطس 2016، فيديا لديها 3 أعمال قادمة. فقد انتهت من دورها في فيلم كهاني 2، كما تلعب دور قوادة في فيلم بيجوم جان، وهو إعادة إنتاج للفيلم البنغالي راجكاهيني، وتدور أحداثه في بيت للدعارة في فترة تقسيم الهند. ستلعب فيديا بطولة فيلم آمي، وهو فيلم عن السيرة الذاتية للكاتبة المثيرة للجدل كامالا سورايا، والفيلم باللغة المالايالامية.

## حياتها الشخصية وأعمالها غير السينمائية

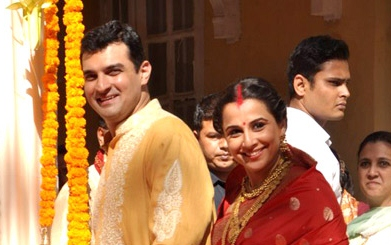
فيديا وسيدهارث روي كابور في حفل زفافهما في ديسمبر 2012.

لطالما تكهنت وسائل الإعلام بوجود علاقات رومانسية بين فيديا وشركاءها الممثلين، لكنها ظلت تنكر ذلك دومًا بقوة. وعام 2009، أثارت فيديا الجدل عندما قالت أنها كانت في علاقة وتعرضت لتلميحات جارحة بشأن وزنها. وقالت «إذا خذلك شخصًا تهتم لأمره، يحطمك ذلك. ذاك الشخص الذي كان رضاه يهمني صار يبرز أخطائي باستمرار. في تلك اللحظة، كان من الضروري الابتعاد عن هذه العلاقة». ورغم رفضها ذكر اسم ذلك الشخص، إلا أن صحيفة تابلويد رجحت أنه شاهيد كابور (شريكها في فيلم الحظ والتواصل). لكن كابور قد نفى ذلك. وخلال مقابلة في مايو 2012، قالت فيديا أنها تواعد سيدهارث روي كابور، المدير المدير التنفيذي ليو تي في مويشن بيكتشرز. ويوم 14 ديسمبر 2012، تزوج الاثنان في حفل خاص في بندرا، مومباي.
تدربت فيديا على الموسيقى الكارناتيكية، ودرست باختصار أساليب الرقص البهاراتناتيامية والكاثاكية. وفيما يتعلق بمعتقداتها الدينية، قالت فيديا أنها شخصٌ بداخله الكثير من الإيمان، ولديها محادثات مع الله طوال الوقت، لكنها ليست متدينة بالشكل التقليدي. وعن غذاءها فهي نباتية، وصنفتها منظمة بيتا كأكثر الهنديات النباتيات إثارة عامي 2011 و2012. كانت تقلبات وزنها على مدى السنوات موضوعًا حيويًا للإعلام في الهند.
بجانب حياتها السينمائية، ترعى فيديا قضايا إنسانية وتدعم مؤسسات خيرية. وفي مارس 2011، أيّدت حملة ساعة الأرض التابعة للصندوق العالمي للطبيعة. كما أقامت حملة لقضية التغذية في الهند لصالح مؤسسة حاجة الأطفال (CINI) الغير ربحية. وفي سبتمبر 2012، زارت فيديا قريةً في ميرزابور، ولاية أوتار براديش، حيث شاركت في حملة لدعم تعليم الأطفال وتمكين النساء. وتقديرًا لدورها في دعم تمكين المرأة، منحت فيديا جائزة خيطان برابها عام 2012 من قبل غرفة كلكتا للتجارة، وكانت أصغر من تلقى هذه الجائزة على الإطلاق. وعينتها أيضًا الحكومة الهندية كسفيرتها الإعلامية في مساعيها لتحسين حالة الصرف الصحي في البلاد. وفي أغسطس 2013، قادت مراسم الاحتفال بيوم الاستقلال الهندي الذي أقيم في نيويورك. وفي الشهر التالي، أطلقت منصة تعليمية تقنية للأطفال المحرومين في قرية تانابور في ولاية أوتار براديش. وبمناسبة اليوم العالمي للمرأة عام 2015، كتبت فيديا عمود رأي في هندوستان تايمز.

## صورتها الإعلامية والفنية
بعد نجاح فيلمي المرأة المتزوجة واستمر يا مونا باهي خضعت أدوار فيديا السينمائية لتحليل نقدي واسع. أشار الصحفي فير سانفي أن فيلمي هاي بابي والحظ والتواصل كانا غريبين، وحاولت فيديا فيهما التظاهر بغير ما هي عليه. وصفت فيديا هذه المرحلة تحديدًا في مسيرتها الفنية بأنها «نضال لتصبح شخصًا آخر». وبسبب النقد المتواصل الذي أثارته اختياراتها لأفلامها، قررت فيديا اختيار الأدوار التي «تؤمن بها» بدلًا من الأدوار التي تختارها بالاتفاق. وصفها الإعلام لاحقًا بأنها «جريئة» في اختياراتها.
لاقى دوراها في فيلمي هاي بابي والحظ والتواصل أيضًا انتباه الإعلام نظرًا لملابسها المثيرة للجدل. وصنفتها عدة وسائط إعلامية بأنها أسوأ ممثلة من حيث الأزياء، وأن مصممي أزيائها يعزون فشلها في ارتداء الملابس الغربية لوزنها وبنيتها الجسدية. أثنى عليها الإعلام لاحقًا بارتداءها للساري في المناسبات المحلية، وأوضحت المصممة نيهاريكا خان أن جمال فيديا يكمن في منحنياتها. ومنذ ذلك الحين، عرفت فيديا بتغييرها لمفهوم الإثارة، وأنها تجسد «الإثارة الجسدية الهندية الأصيلة».
عقب تجسيدها لشخصية إناث قويات في أفلام با وإشقيا ولم يقتل أحد جيسيكا والصورة القذرة وكهاني، اعتبرها الإعلام رائدة تحطيم الصورة النمطية لبطلات بوليوود. أكسبها النجاح التجاري الكبير للفيلمين الأخيرين لقب «بطلة أنثوية» وذكرت كالبانا ناير من فيرست بوست الهندية أن بهذين الفيلمين، قادت فيديا انقلابًا في الأدوار التي تعرض على الممثلات فوق الثلاثين. أما ناقد الأفلام مايانك شيخار فذكر أن عدد قليل من الممثلين الذكور يمكنهم تغيير شكل صناعة السينما التجارية، وبالنظر للفيديا، فعلى ما يبدو أن التغيير يمكن أن تبدأه امرأة قائدة. وأدرجتها إنديا توداي في قائمتهم «25 امرأة قوية»، وذكروا أنها أطاحت بكل الأبطال المهيمنين، وجعلت أدوارهم مجرد أدوار مساعدة في صناعة السينما.
اعتلت فيديا قائمة موقع ريديف دوت كوم السنوية لأفضل ممثلة في بوليوود لعامين متتاليين (2010-2011). كما كانت ضمن القائمة أيضًا في أعوام 2005 و2006 و2009 و2012.
وفي عام 2010، كانت ضمن قائمة فيلم فير باسم "نساء نحبهن". وفي عام 2012، صنفتها مجلة فيرفي كواحدة من أصغر النساء القويات في الهند، وكتبت "في وسط عالم مليء بالأجساد المتراوحة بين نحيفة وبدينة، وبطلات فائقات الجمال، جاءت فيديا طبيعية تمامًا. جاءت كامرأة تتبع غرائزها الخاصة وتهدد مستقبلها بكونها على طبيعتها الخاصة، دون أن تجبر ذاتها على مجاراة أية تقاليد". عام 2014، حازت فيديا وسام بادما شري، وهي رابع أعلى جائزة مدنية في الهند، وذلك عن مساهماتها في الصناعة الترفيهية. وفي العام التالي، حصلت على الدكتوراة الفخرية في الآداب من جامعة راي، كما أطلقت الجامعة اسمها على برنامج دراسي للفتيات المحرومات. وعلق مستشار الجامعة: "بين مجموعة الممثلين المبدعين، تبرز فيديا رائدةً بكل المقاييس. فتلخص أفلامها القوة النسوية والأصالة الهندية.

## أعمالها وجوائزها

### أفلام مختارة
- المرأة المتزوجة (2005)
- المتاهة (2008)
- با (2009)
- إشقيا (2010)
- لم يقتل أحد جيسيكا (2011)
- الصورة القذرة (2011)
- كهاني (2012)

### الجوائز والترشيحات
حازت فيديا على العديد من الجوائز عن أفلامها، من بينها جائزة الفيلم القومي كأفضل ممثلة عن فيلم الصورة القذرة (2011) وخمس جوائز فيلم فير: واحدة كأفضل ممثلة بادئة عن فيلم المرأة المتزوجة (2005) وثلاثة جوائز كأفضل ممثلة عن أفلام با (2009) والصورة القذرة (2011) وكهاني (2012) وجائزة النقاد كأفضل ممثلة عن فيلم إشقيا(2010).

## وصلات خارجية
- فيديا بالان على موقع IMDb (الإنجليزية)
- فيديا بالان على موقع الموسوعة البريطانية (الإنجليزية)
- فيديا بالان على موقع قاعدة بيانات الأفلام العربية
- فيديا بالان على موقع ألو سيني (الفرنسية)
- فيديا بالان على موقع أول موفي (الإنجليزية)
- فيديا بالان على موقع قاعدة بيانات الفيلم (الإنجليزية)
- فيديا بالان على موقع كينوبويسك (الروسية)